# De Havilland Fox Moth
DH.83 Fox Moth là một loại máy bay chở khách hai tầng cánh cỡ nhỏ thành công của Anh, do hãng de Havilland sản xuất trong thập niên 1930.

## Biến thể
- DH.83 Fox Moth:
- DH.83C Fox Moth:
- Gasuden KR-1:

## Quốc gia sử dụng
Úc
- Adastra Airlines
- Không quân Hoàng gia Australia
- Tasmanian Aerial Services

 Brazil
- Không quân Brazil
- Hải quân Brazil

 Canada
- Không quân Hoàng gia Canada

 New Zealand
- Air Travel (NZ) Ltd
- National Airways Corporation
- Không quân Hoàng gia New Zealand

Bản mẫu:Country data Spanish State
- Không quân Tây Ban Nha

 South Africa
- Không quân Nam Phi

 Anh Quốc
- Blackpool and West Coast Air Services
- Giro Aviation
- Hillmans Airways
- Midland and Scottish Air Ferries
- North West Air Services
- Olley Air Service
- Scottish Motor Traction

 Nam Tư
- Aeroput
- Không quân Hoàng gia Nam Tư

## Tính năng kỹ chiến thuật (DH.83)

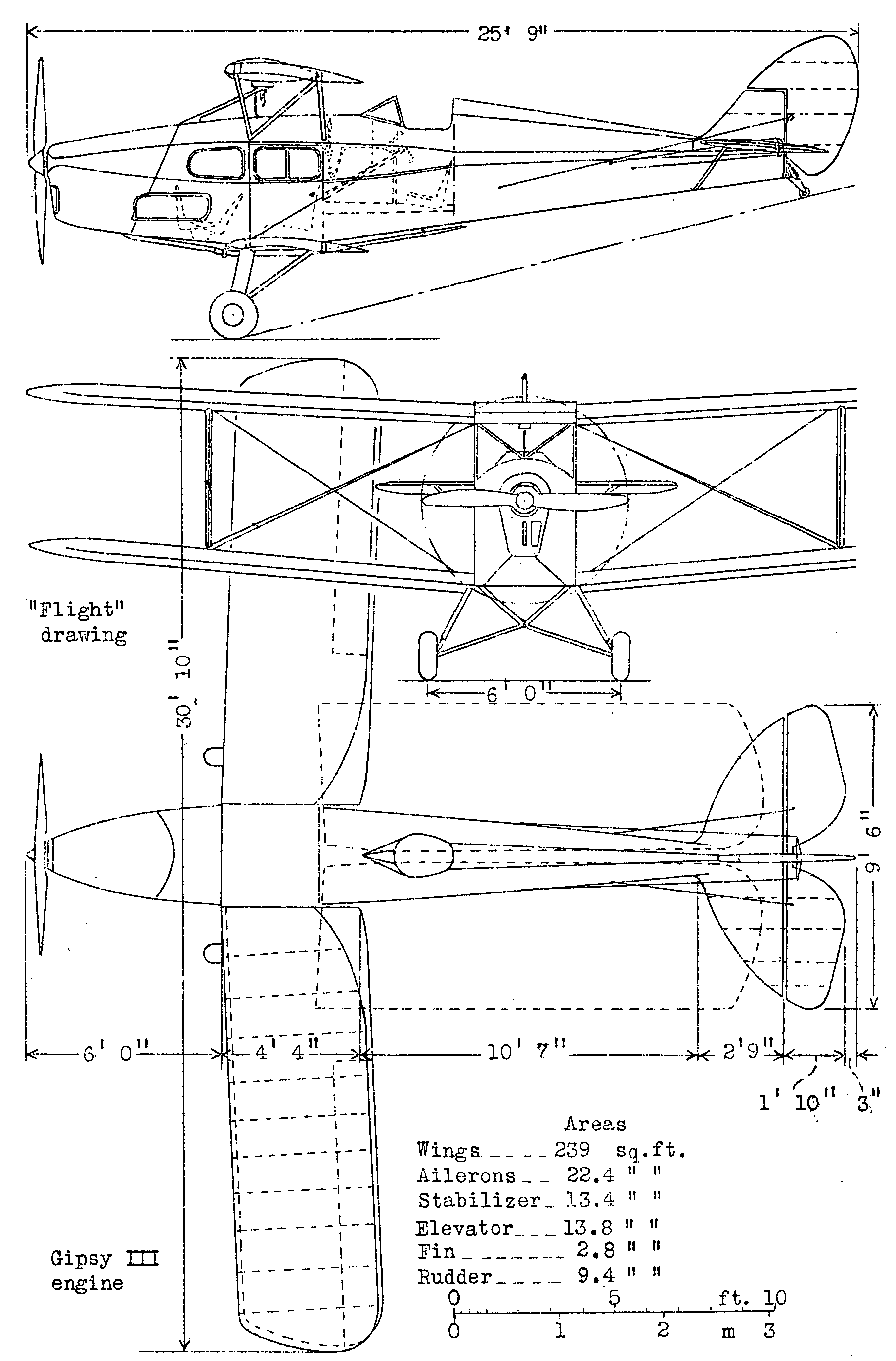
De Havilland DH.83

Dữ liệu lấy từ De Havilland Aircraft since 1909 
Đặc điểm tổng quát
- Kíp lái: 1
- Sức chứa: 3-4 hành khách
- Chiều dài: 25 ft 9 in (7,85 m)
- Sải cánh: 30 ft 10⅝ in (9,42 m)
- Chiều cao: 8 ft 9½ in (2,68 m)
- Diện tích cánh: 261½ ft² (24,3 m²)
- Trọng lượng rỗng: 1.071 lb (487 kg)
- Trọng lượng có tải: 2.000 lb (909 kg)
- Động cơ: 1 × de Havilland Gipsy III, 120 hp (97 kW)

 Hiệu suất bay 
- Vận tốc cực đại: 106 mph (92 knot, 171 km/h)
- Vận tốc hành trình: 91 mph (79 knot, 147 km/h)
- Tầm bay: 425 mi (370 hải lý, 684 km)
- Trần bay: 12.700 ft (3.870 m)
- Vận tốc lên cao: 450 ft/phút (2,3 m/s)